# بوب بينيت (لاعب اتحاد الرغبي)
بوب بينيت (بالإنجليزية: Bob Bennet)‏ هو لاعب اتحاد الرغبي نيوزيلندي، ولد في 23 يوليو 1879 في Caversham, New Zealand ‏ في نيوزيلندا، وتوفي في 9 أبريل 1962 في دنيدن في نيوزيلندا.